# Who Am I? (película de 2009)
Who Am I? (en camboyano: ខ្ញុំជាអ្នកណា?) es la primera película romántica trágica de temática lésbica camboyana de la escritora y directora novelista jemer Poan Phoung Bopha. Trata de una historia de amor entre una mujer camboyana-estadounidense y una famosa actriz camboyana.

## Sinopsis
Rath (Keo Sreyneang), una mujer camboyana-estadounidense, que regresa a Camboya para conocer a su cantante y actriz jemer favorita, Thida (Ny Monica), tras una serie de conversaciones telefónicas a larga distancia. Thida se convierte en la madrina de Rath, a quien se le permite vivir con ella y su familia en Camboya. Su relación comienza como una relación entre hermanas similar a la de buenas amigas, siendo las dos inseparables y pasando tiempo constantemente juntas aunque Thida desconoce que está enamorada de ella. Su madre le advierte que no tenga ningún tipo de relación íntima con Rath. Thida, al darse cuenta de que está enamorada, continúa buscando formas de verla. Los padres de Thida se enteran de la relación e intentan separarlas prometiéndola con un hombre. Ambas se escapan juntas el día de la boda y son perseguidas por el prometido enfurecido que se enfrenta a Rath y le dispara. Esto hace que, desesperada, Thida se suicide a pesar de las súplicas de sus padres. El novio es detenido por haber causado la muerte de ambas mujeres.

## Producción
La película tardó seis meses en escribirse y tres meses en filmarse, con un presupuesto de 20.000 dólares. La idea de la película surgió cuando la directora trabajó por primera vez para la Red de Televisión de Camboya (CTN) al tiempo que trabajaba con gays y lesbianas conociendo sus historias personales.
Afirmó que la historia de la película estaba basada vagamente en algunas celebridades jemeres de la vida real. Su intención era hacer una película que humanizara el tema y generara conciencia sobre la discriminación de homosexuales y lesbianas.

## Recepción
La película tuvo una gran aceptación y fue un éxito sorprendente en su primera semana. Atrajo a unos 4.000 espectadores en un solo teatro en Phnom Penh, mientras se exhibía en otro en Siem Reap. Su éxito supuso un gran éxito para la pequeña industria cinematográfica del país. 
Who Am I? sorprendió a Camboya con una trama tabú de amor entre personas del mismo sexo que atrajo a los jóvenes al cine. Varios escritores jóvenes jemeres comenzaron a proponer historias similares en su literatura posterior. La primera novela de temática lésbica fue Gentle's Love, escrita por Chan Poul. Una película gay tailandesa, llamada Bangkok Love Story, se convirtió en la película en formato DVD más vendida en Camboya y Laos.
Camboya también anunció su desfile anual del Orgullo Gay en Phnom Penh, que tuvo lugar a mediados de mayo de 2009 y coincidió con el Día Internacional contra la Homofobia.
Inicialmente, la directora temía no obtener el permiso nacional del Ministerio de Bellas Artes para realizar esta película. Estaba preocupada por el tema de la película y por cómo la recibirían los camboyanos, ya que está en contra de la tradición camboyana.
Anteriormente, en 2007, el primer ministro camboyano, Hun Sen, había anunciado públicamente que su hija adoptiva era lesbiana. Emprendió los pasos legales para repudiar a Malis e impedir que recibiera nada de su herencia. A pesar de ello, pidió que se aceptara a los homosexuales.
Desde su lanzamiento, CTN ha realizado una serie de televisión llamada Dong Vitey Dara (2009) de la que la película, Who Am I? fue un spin-off. Dong Vitey Dara, (Camino de las celebridades),es una telenovela camboyana basada en las vidas de las estrellas jemeres del programa. 
Se ha argumentado que la película influyó en la película birmana The Gemini, donde una historia de amor entre dos hombres homosexuales también encuentra una fuerte oposición por parte de sus padres y termina en tragedia.